# Air Ostrava
 (juin 2019).
 (juin 2019).
Air Ostrava est une ancienne compagnie aérienne tchèque.
Après que l'usine de Vítkovice Ironworks a vendu Air Airline en 1994 à Air Ostrava et repris cinq Let L-410, la ligne Ostrava - Prague a été mise en service, avec une fréquence de vol pouvant atteindre 4 vols par semaine. Après avoir loué de nouvelles machines, la société a étendu ses lignes d’Ostrava à Vérone, Amsterdam et, par exemple, Nuremberg. En 1999, Air a racheté le groupe Ostrava Chemapol. La compagnie a arrêté tous ses vols en 2000 et a déclaré faillite.

## Partage de code
Air Ostrava a travaillé avec les sociétés suivantes :
- Czech Airlines

## Flotte
- British Aerospace ATP
- British Aerospace Jetstream 31
- Cessna Citation III
- Fokker F28
- Learjet 31A
- Let L-410
- Saab 340A

## Sources
- (cs) Cet article est partiellement ou en totalité issu de l’article de Wikipédia en tchèque intitulé « Air Ostrava » (voir la liste des auteurs).